# Грустный дэнс (мини-альбом)
«Грустный дэнс» — мини-альбом украинской певицы Луны, вторая студийная работа певицы. Релиз альбома состоялся 28 октября 2016 года. Первый сингл в поддержку альбома «Грустный дэнс» под названием «Самолёты» вышел 14 октября 2016. Второй сингл «Грустный дэнс» вышел 28 октября, в день премьеры альбома. В тот же день был представлен видеоклип. Третий сингл «Нож» и видеоклип на него вышли на сайте британского журнала i-D, 3 ноября. Мини-альбом «Грустный дэнс» в первый же день занял 1-е место в iTunes Украины и 2-е в iTunes России.
Мини-альбом «Грустный дэнс» был выпущен лейблом «ЛУНА Prod.» в формате цифрового альбома, а также в виде аудиокассеты на лейбле Electronica Records.

## Список композиций
| №                   | Название            | Текст песни            | Музыка              | Длительность |
| ------------------- | ------------------- | ---------------------- | ------------------- | ------------ |
| 1.                  | «Самолёты»          | Апельсиновый Сок       | Александр Волощук   | 3:46         |
| 2.                  | «Грустный дэнс»     | Луна, Апельсиновый Сок | Александр Волощук   | 3:54         |
| 3.                  | «Нож»               | Апельсиновый Сок       | Роман Руктанский    | 4:39         |
| 4.                  | «В городе модников» | Луна                   | Александр Волощук   | 3:29         |
| 5.                  | «Чокер»             | Луна                   | Александр Волощук   | 2:58         |
| Общая длительность: | Общая длительность: | Общая длительность:    | Общая длительность: | 18:46        |